# Parti démocrate (Italie)
Pour les articles homonymes, voir Parti démocrate.
Le Parti démocrate (en italien : Partito Democratico, sigle PD) est un parti politique italien, classé en général au centre gauche. Fondé le 14 octobre 2007, le PD réunit des courants issus de la gauche anciennement communiste et de la démocratie chrétienne.
Il siège dans l'opposition à Silvio Berlusconi entre 2008 et 2011, puis soutient sans participation le gouvernement technique de Mario Monti. En 2013, il constitue la coalition Italie. Bien commun, qui échoue à remporter une majorité stable au Parlement. Il s'installe tout de même au pouvoir, avec Enrico Letta, puis Matteo Renzi et Paolo Gentiloni, grâce à une alliance avec des partis de centre droit. Défait assez nettement lors des élections de 2018, il retourne à l’opposition. Il revient au gouvernement entre 2019 et 2022, en coalition avec le Mouvement 5 étoiles puis dans un gouvernement d'union nationale.

## Histoire

### Coalition de L'Olivier
Au début des années 1990, lors de la crise majeure du système politique italien (Opération Mains propres) et de la dissolution du Parti communiste italien, un processus est entamé en vue d'unir les forces de la gauche au sein d'une entité politique unique. Ce processus permet l'entrée de Romano Prodi (anciennement proche de l'aile gauche de la Démocratie chrétienne) dans la politique nationale et la création de L'Olivier, une coalition de centre gauche, comprenant notamment :
- le Parti démocrate de la gauche,
- le Parti populaire italien,
- la Fédération des Verts,
- les Socialistes italiens,
- l'Union démocrate.

La coalition, alliée au Parti de la refondation communiste, remporte les élections de 1996.
En 1998, le Parti démocratique de la gauche devient les Démocrates de gauche en fusionnant avec d'autres partis de centre gauche. Les Démocrates de Romano Prodi fusionnent avec le Parti populaire italien se dotent d'une plate-forme de centre gauche fondée sur le social-libéralisme, la social-démocratie et le christianisme social et fusionnent au sein de la coalition dite de La Marguerite en 2002.
Lors des élections de 2001, ces deux partis participent à la coalition de L'Olivier aux côtés de l'Union des démocrates pour l'Europe, des écologistes et du Parti des communistes italiens sous la direction de Francesco Rutelli.

Logo de L'Olivier.

Lors de l'été 2003, Romano Prodi propose aux forces de la gauche italienne de s'unir au sein d'une liste commune pour les élections européennes de 2004. L'UDEUR et les partis d'extrême gauche refusent l'offre, mais quatre autres partis acceptent : les Démocrates de gauche, la Margherita, les Socialistes démocrates italiens et le Mouvement des républicains européens. Ils forment une liste commune, Unis dans l'Olivier, qui obtient 31,1 % des suffrages exprimés au niveau national. En 2005 cette coalition est abandonnées par les Socialistes démocrates italiens qui préfèrent former un nouveau parti, Rose au poing, avec les radicaux italiens.
Pour les élections générales de 2006, les trois partis de l'Olivier présentent des listes uniques que pour la Chambre des députés et s'allient avec les communistes, les écologistes et une multitude de petits partis du centre gauche et du centre droit au sein de L'Union. En 2005 une élection primaire ouverte à tous les citoyens italiens est organisée : plus de quatre millions d'électeurs approuvent la nomination de Romano Prodi comme candidat au poste de Président du Conseil.
L'Union remporte les élections, mais avec une très courte majorité.

### Vers la formation du nouveau parti
Le succès de la primaire ouverte de 2005 et la victoire électorale de 2006 donnent un coup d'accélérateur au projet de création d'un grand parti unifiant les Démocrates de gauche et la Margherita.
Le 19 avril 2007, les Démocrates de gauche tiennent leur dernier congrès à l'occasion duquel environ 75 % des membres du parti votent en faveur de la création du Parti démocrate dès que possible. La gauche du parti, menée par le ministre Fabio Mussi opposé à ce projet, n'obtient qu'environ 15 % des voix. Une troisième motion, présentée par Gavino Angius (en) proposant l'intégration du Parti démocrate au Parti socialiste européen (et donc à aucune autre formation politique européenne), obtient 10 % des voix. Fabio Mussi et Gavino Angius annoncent leur intention de ne pas adhérer au Parti démocrate et fondent un nouveau parti de gauche, Gauche démocrate, plus enclin à unir l'extrême gauche sous une même bannière. Angius abandonne le projet en faveur de la création d'un parti social-démocrate avec les Socialistes démocrates italiens, le Parti socialiste.
Les formations politiques suivantes se sont toutes dissoutes dans le PD :
- Démocrates de gauche (social-démocrate) ;
- La Marguerite (centriste) ;
- Mouvement des républicains européens (republicain).

Le 22 mai 2007, la liste des membres du Comité d'organisation du Parti démocrate est annoncée : elle comprend 45 hommes politiques, principalement issus des deux grands partis impliqués dans le processus, mais également des personnalités comme Marco Follini, Ottaviano Del Turco, Luciana Sbarbati, Renato Soru, Giuliano Amato, Gad Lerner et Tullia Zevi. Le 18 juin, le Comité se réunit pour décider des règles à suivre pour l'ouverture de l'élection des 2 400 membres de l'Assemblée constituante. Romano Prodi annonce que chaque électeur aura à choisir entre un certain nombre de listes, chacune d'elles étant associée à un candidat au poste de chef du parti. L'assemblée doit ensuite élire le premier chef de file lors d'une convention fondatrice, prévue le 14 octobre 2007.

### Course à la direction

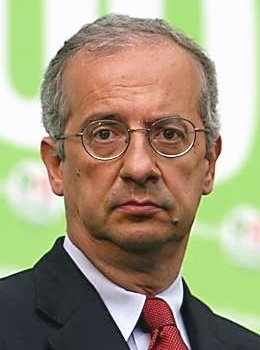
Walter Veltroni est le premier dirigeant du Parti démocrate.

Tous les candidats au poste de dirigeant du Parti démocrate doivent présenter au moins 2 000 signatures valables au plus tard le 30 juillet 2007. Ils doivent également être associés au projet de fondation du Parti démocrate, soit en tant que membres d'une des formations prenant part à la fusion, soit sans aucune association avec un quelconque autre parti.
Le 30 juillet, un total de dix candidatures sont enregistrées : Walter Veltroni, Rosy Bindi, Enrico Letta, Furio Colombo, Marco Pannella, Antonio Di Pietro, Mario Adinolfi (en), Pier Giorgio Gawronski (it), Jacopo Schettini Gherardini, Lucio Cangini et Amerigo Rutigliano. Parmi eux, Pannella et Di Pietro voient leurs candidatures annulées en raison de leur participation à des partis externes, Cangini et Rutigliano ne réussissent pas à présenter les 2 000 signatures valables avant la date limite, Colombo décide finalement de retirer sa candidature, déclarant être dans l'impossibilité de se plier à toutes les conditions nécessaires pour être candidat.
Pendant la campagne, tous les sondages d'opinions prédisent une large victoire pour Veltroni, avec des résultats allant de 65 à environ 75 %. Veltroni est officiellement élu premier secrétaire du Parti démocrate lors de l'assemblée constituante qui se tient à Milan le 28 octobre 2007.
| Candidats                                            | Total     | Total | Total  | Listes                                                               | Listes    | Listes | Listes |
| Candidats                                            | Voix      | %     | Sièges | Nom                                                                  | Voix      | %      | Sièges |
| ---------------------------------------------------- | --------- | ----- | ------ | -------------------------------------------------------------------- | --------- | ------ | ------ |
| Walter Veltroni                                      | 2 694 721 | 75,82 | 2 322  | Democratici con Veltroni                                             | 1 553 946 | 43,72  | 1 493  |
| Walter Veltroni                                      | 2 694 721 | 75,82 | 2 322  | Con Veltroni. Ambiente, innovazione, lavoro                          | 286 811   | 8,07   | 172    |
| Walter Veltroni                                      | 2 694 721 | 75,82 | 2 322  | A Sinistra con Veltroni                                              | 272 111   | 7,66   | 226    |
| Walter Veltroni                                      | 2 694 721 | 75,82 | 2 322  | Autres listes                                                        | 581 853   | 16,37  | 430    |
| Rosy Bindi                                           | 459 398   | 12,93 | 312    | Con Rosy Bindi. Democratici, davvero                                 | 459 398   | 12,93  | 312    |
| Enrico Letta                                         | 391 775   | 11,02 | 220    | I democratici per Enrico Letta                                       | 391 775   | 11,02  | 220    |
| Mario Adinolfi (it)                                  | 5 924     | 0,17  | 0      | Generazione U                                                        | 5 924     | 0,17   | 0      |
| Pier Giorgio Gawronski (it) (et Jacopo G. Schettini) | 2 351     | 0,07  | 0      | Gawronski. Il coraggio di cambiare et Noi per il Partito Democratico | 2 351     | 0,08   | 0      |
| Total                                                | 3 554 169 | 100,0 | 2 853  | Total                                                                | 3 554 169 | 100,0  | 2 853  |

Le 21 novembre, le nouveau logo est dévoilé : il dépeint l'acronyme du parti (PD) avec des couleurs rappelant le drapeau tricolore italien (vert, blanc et rouge) et intégrant une branche d'olivier, symbole historique de L'Olivier. Selon les termes d'Ermete Realacci (it), le vert représente les cultures écologiste et sociale-libérale, le blanc la solidarité catholique et le rouge les traditions socialistes et social-démocrates.

### Échecs électoraux et crise de leadership

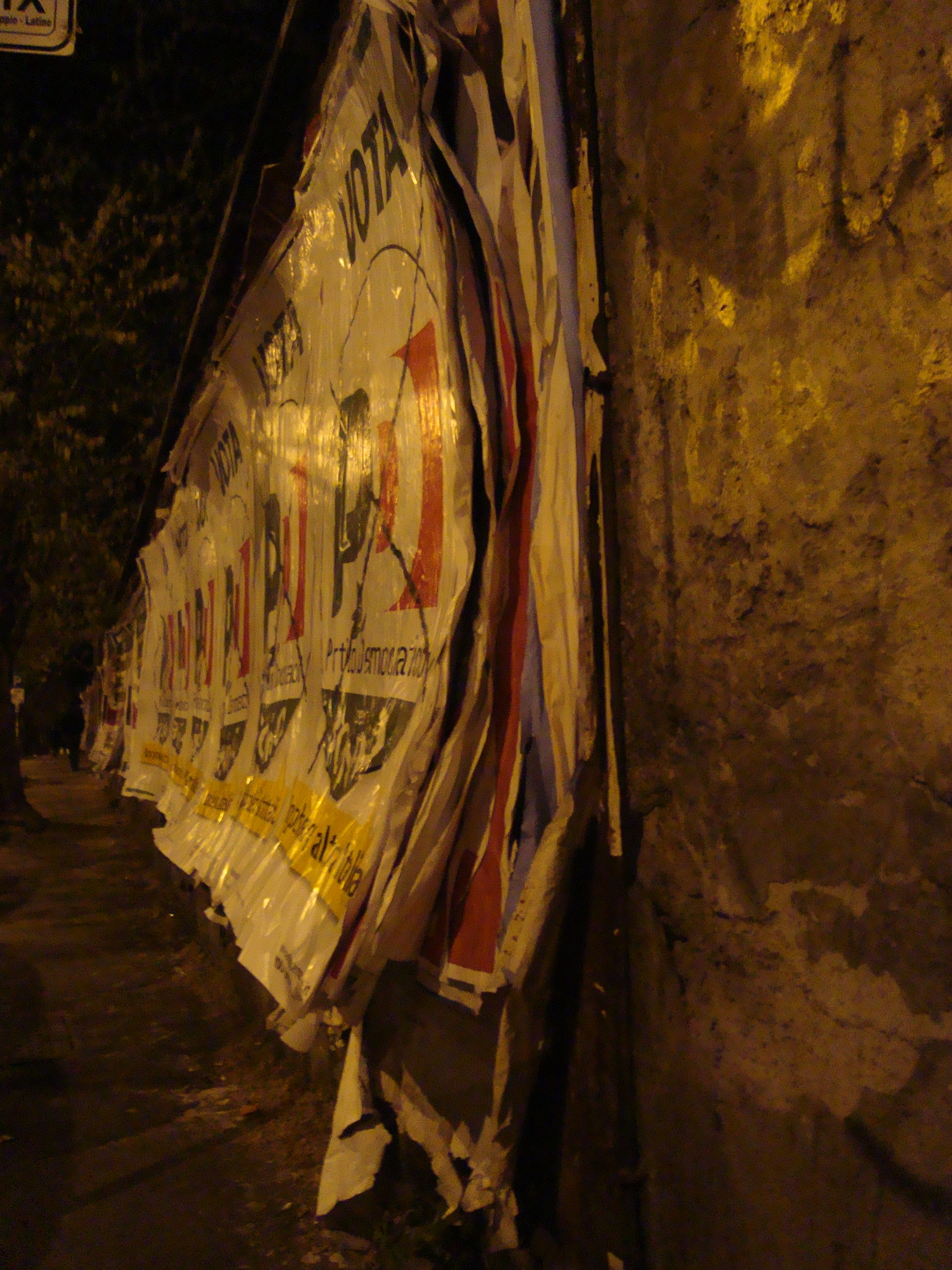
Les affiches électorales du Parti démocrate lors des élections régionales italiennes des 28-29 mars 2010 à Rome.

Le PD prend part aux premières élections générales de son histoire les 13 et 14 avril 2008. Mené par Walter Veltroni, candidat à la présidence du conseil, le PD s'allie au petit parti centriste de l'Italie des valeurs et reçoit le soutien des Radicaux italiens. Avec 37,5 % des suffrages exprimés à la Chambre des députés et 38 % au Sénat, la coalition de Walter Veltroni est largement distancée par le Peuple de la liberté de Silvio Berlusconi, dont les scores avoisinent les 47 %. C'est un échec retentissant pour le PD, qui a bénéficié pourtant du report des suffrages de l'électorat de l'extrême-gauche, influencé par un vote utile induit par la pratique des primes majoritaires imposée par le système de vote mixte alors en vigueur. Second parti du pays, Le PD devient donc la première force de l'opposition parlementaire au gouvernement Berlusconi, devant les démocrates chrétiens de l'Union de centre et ses alliés de l'Italie des Valeurs.
Les élections municipales qui ont lieu quelques semaines plus tard sont une nouvelle déconvenue pour le PD. Il perd notamment Rome, ancien fief de Walter Veltroni, au profit des nationalistes de l'Alliance nationale (composante du PdL).
Le 15 décembre 2008, le PD perd les élections régionales anticipées aux Abruzzes puis, le 16 février 2009, le centre gauche perd également en Sardaigne. Ces déconvenues électorales sont interprétées comme un désaveu pour le nouveau parti. Au lendemain de l'élection en Sardaigne, Walter Veltroni démissionne de ses fonctions de dirigeant du Parti démocrate. Dario Franceschini assure l'intérim du secrétariat.
Le 21 février 2009, il est décidé de ne pas organiser de primaires pour élire un nouveau secrétaire avant les élections européennes de juin 2009. Deux candidats s'affrontent pour devenir secrétaire du PD : Arturo Parisi et Dario Franceschini. C'est ce dernier qui l'emporte largement avec plus de mille voix des membres de l'assemblée du parti.

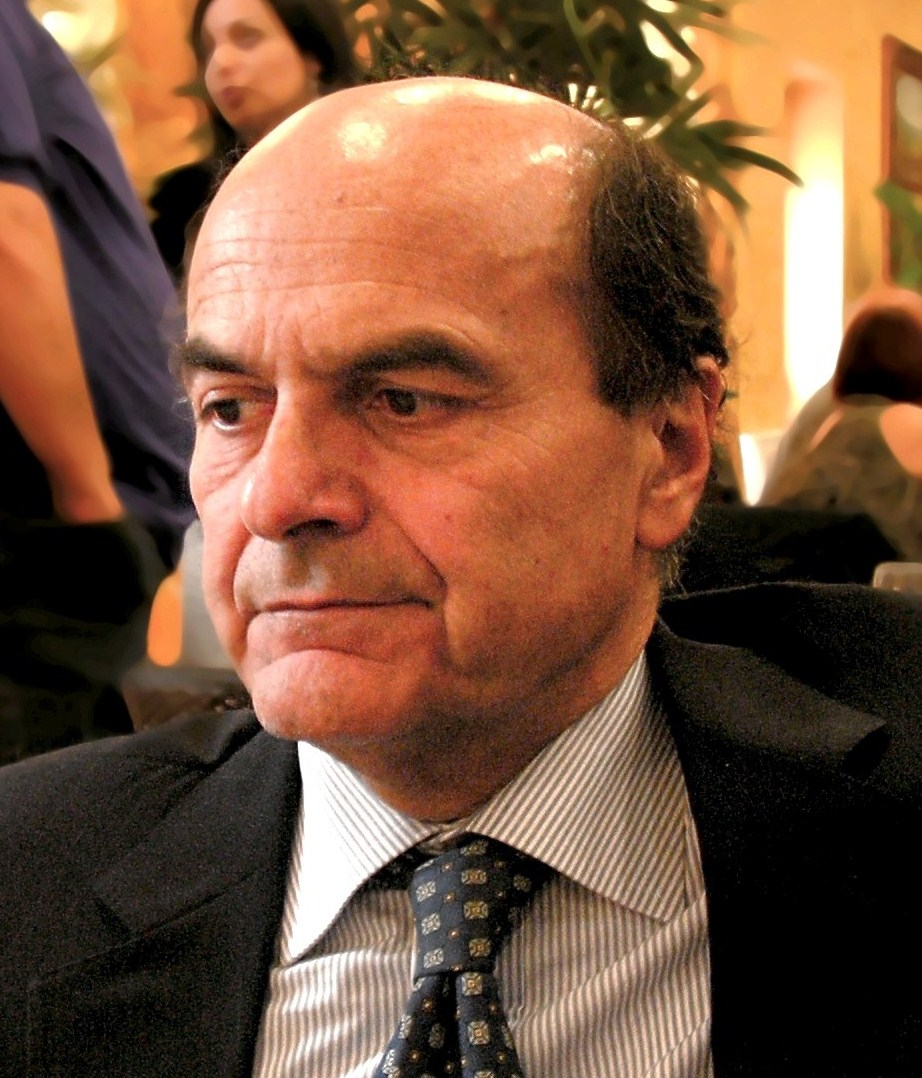
Pier Luigi Bersani, secrétaire du PD de 2009 à 2013.

En octobre 2009, le président du Latium, Piero Marrazzo, est contraint à la démission. Fin janvier 2010, le candidat du PD Francesco Boccia est défait aux élections des Pouilles par le président sortant, Nichi Vendola (Refondation pour la gauche, communiste) qui l'emporte avec 67 % des voix. Le lendemain, le maire de Bologne, Flavio Delbono (it), est également contraint à démissionner. Le secrétaire Pier Luigi Bersani annonce alors une alliance électorale avec l'Italie des valeurs d'Antonio Di Pietro, quatrième parti italien depuis les élections européennes de juin 2009, dans onze régions sur treize.
Pour les élections européennes de juin 2009, le Parti démocrate se voit refuser une alliance par les Verts et le Parti socialiste. Le PD n'obtient que 26,1 %.
Le 8 octobre 2009, Pier Luigi Bersani est élu secrétaire du PD avec 53 % des voix lors d'une primaire ouverte à laquelle ont participé trois millions de personnes. À la suite de son élection, Francesco Rutelli quitte le parti pour former un nouveau parti centriste, l'Alliance pour l'Italie. Au total, 14 députés, 15 sénateurs, un député européen et plusieurs conseillers régionaux quittent le PD pour rejoindre l'Alliance pour l'Italie, l'Union de centre ou d'autres petits partis.
Lors des élections régionales de 2010, le PD l'emporte dans six régions.
En septembre 2011, Bersani et les leaders de l'Italie des valeurs et de Gauche, écologie et liberté s'accordent pour former un « nouvel Olivier » en vue des élections de 2013.

### Coalition Italie. Bien commun
Un an après l'accord pour une nouvelle coalition, les relations avec l'Italie des Valeurs se tendent et son leader Antonio Di Pietro, malgré une photo des leaders de la gauche prise à Vasto en 2012, se radicalise contre l'action du gouvernement Monti et quitte son alliance avec le PD.
Les négociations regroupent alors avec le PD Nichi Vendola de Gauche, écologie et liberté et Riccardo Nencini du Parti socialiste italien. Ces trois formations signent le 13 octobre 2012 un « Pacte des démocrates et progressistes » et s'entendent pour l'organisation d'une élection primaire afin de désigner le candidat de la coalition aux élections de 2013. Cette élection primaire en deux tours est un succès populaire et permet de confirmer Bersani contre Matteo Renzi, le jeune maire de Florence.

### Difficultés après les élections de 2013
La coalition Italie. Bien commun qui a pour slogan de fin de campagne « L'Italie juste », remporte de justesse la majorité absolue à la Chambre, avec la prime majoritaire qui lui donne 55 % des députés, pour moins de 30 % des voix, mais ne remporte que la majorité relative au Sénat, en raison de la loi électorale qui donne une prime spécifique dans chaque région. Du coup, sa victoire rend l'Italie ingouvernable puisque le bicamérisme est parfait en Italie. Bersani entend néanmoins, en tant que parti arrivé en tête, former un gouvernement, même minoritaire et refuse toute entente avec Le Peuple de la liberté (PDL) de Berlusconi.

### Crise de l'élection présidentielle

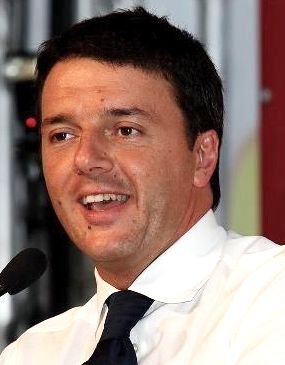
Matteo Renzi, secrétaire du PD de 2013 à 2018 et président du Conseil des ministres de 2014 à 2016.

L'élection présidentielle d'avril 2013 est l'occasion d'importantes divisions au sein du parti. Au premier tour, Bersani négocie avec le PDL, Choix citoyen (SC) et la Ligue du Nord (Lega), en proposant la candidature de Franco Marini. Toutefois, le Mouvement 5 étoiles (M5S) soutient la candidature de l'ancien député proche des communistes Stefano Rodotà, qui reçoit l'appui de SEL et d'une partie des démocrates. Marini manque largement la majorité des deux tiers et sa candidature est retirée.
Aux deux tours suivants, les grands électeurs démocrates votent blanc, puis le secrétaire du parti propose la candidature de Romano Prodi, investi à l'unanimité, par acclamation. Pourtant, au quatrième tour, où l'ancien chef du gouvernement pouvait théoriquement compter sur près de 500 voix, 504 étant nécessaires, il n'obtient que 395 suffrages, tandis que Rodotà continue de dépasser les voix du seul M5S. En conséquence de ce nouvel échec, Bindi renonce à la présidence de l'Assemblée nationale du Parti démocrate, puis Bersani, affirmant que « un délégué sur quatre est un traître », annonce qu'il quittera le secrétariat du PD une fois le scrutin présidentiel achevé. Guglielmo Epifani est élu secrétaire national du Parti démocrate le 12 mai 2013 en attendant le prochain congrès, prévu à l'automne. Lors de primaires qui ont réuni 1,6 million de votants, le maire de Florence, Matteo Renzi l'emporte avec plus de 68 % des suffrages, devant Gianni Cuperlo (18 %) et Pippo Civati (14 %).
Renzi nomme alors deux nouveaux vice-présidents, Matteo Ricci et Sandra Zampa le 15 novembre 2013.

### Présidence du Conseil et succès aux européennes
Matteo Renzi devient président du Conseil. Il remporte le meilleur score jamais obtenu par un parti de gauche lors des élections européennes du 25 mai 2014 avec 11,2 millions de voix et 40,81 % des voix soit 31 députés (sans compter le député du Parti populaire sud-tyrolien). Le même jour, le PD remporte les régions du Piémont et des Abruzzes (qui étaient à droite) ainsi que les principaux chefs-lieux. Une première scission naît en 2015 avec Possibile, soit cinq députés et une députée européenne. En plus de Pippo Civati, 2015 voit se succéder d'autres départs de parlementaires : les principaux étant ceux de Stefano Fassina (ancien ministre du gouvernement Letta), de Monica Gregori, puis le 28 octobre, de Corradino Mineo, le 4 novembre de députés proches de Bersani, Alfredo D'Attorre, Carlo Galli et Vincenzo Folino, et enfin le 26 novembre de Giovanna Martelli.
Les élections municipales de 2016 sont un échec pour le parti, qui perd notamment Turin, mais surtout Rome.
Le net échec lors du référendum constitutionnel de décembre 2016 précipite non seulement la fin du gouvernement Renzi qui démissionne peu après mais aussi une profonde crise interne au sein du Parti démocrate qui se divise sur les options à suivre (congrès, primaires, élections législatives dès que possible ou à l'échéance normale). Finalement, Matteo Renzi démissionne aussi de la direction le 19 février 2017 en confiant l'intérim à Matteo Orfini, afin de permettre le congrès et fixe les primaires du parti au 30 mai 2017. Andrea Orlando, Michele Emiliano et Renzi sont candidats à diriger le PD, mais cette décision provoque la scission de l'aile gauche, qui à l'exception notable d'Emiliano, quitte massivement le parti. Fin février, une vingtaine de députés dont Pier Luigi Bersani, Massimo D'Alema, Roberto Speranza, Enrico Rossi, Guglielmo Epifani et Vasco Errani quittent le groupe de même que 13 sénateurs, constituant de nouveaux groupes parlementaires. Le 25 février 2017, à la Città dell'Altra economia, à Rome, est présentée la nouvelle formation politique voulue par Roberto Speranza et Enrico Rossi, et soutenue par Arturo Scotto (un ancien de Gauche italienne). Son nom complet est : Article  1er - Mouvement démocrate et progressiste. Renzi quitte le pouvoir en décembre 2016, après avoir été désavoué lors du référendum de sa réforme de la Constitution. Il remporte le 30 avril 2017, la primaire du Parti démocrate pour le poste de secrétaire national, à quelques mois des élections législatives.

### Élections générales et déclin
Le 5 mars 2018, au lendemain de la défaite du parti aux élections générales italiennes de 2018 au cours desquelles celui-ci arrive troisième derrière la droite et le Mouvement 5 étoiles, Renzi démissionne de la tête du parti.  Il doit cependant quitter son poste après le congrès du parti, auquel il annonce ne pas se présenter, qui doit avoir lieu après la formation du gouvernement, pour pouvoir ainsi refuser toute alliance avec le Mouvement 5 étoiles. Le parti se retrouve dans l'opposition au gouvernement Conte I, composé du M5S et de la Ligue. Au cours des élections régionales qui ont lieu en 2018, le parti essuie un net recul dans toutes les régions et perd la présidence de deux de celles-ci. Le Parti démocrate décide dans la difficulté d’organiser des primaires pour le 3 mars 2019, presque un an après sa défaite aux élections générales. La Convention nationale du 3 février 2019 qui précède ces primaires donne les résultats suivants, limités aux seuls adhérents du parti : Nicola Zingaretti 47,38% (89 918 voix), Martina 36,10% (67749), Roberto Giachetti 11,13% (20887).
Le Parti Démocrate perd 12 députés à la suite des élections européennes de 2019 où il totalise 22,74 % des voix. Ce résultat est toutefois supérieur à celui réalisé lors des élections générales de 2018.

### Gouvernement Conte II et suite
À la suite de l'éclatement de la coalition entre le Mouvement 5 Étoiles (M5S) et la Ligue du Nord, le Parti démocrate parvient à un accord avec le Mouvement 5 Étoiles. Les deux partis forment le gouvernement Conte II le 5 septembre 2019.
Le 25 septembre 2019, Matteo Renzi annonce qu'il quitte le Parti démocrate pour fonder son propre parti : Italia Viva. Il continuera toutefois à soutenir le gouvernement Conte II. Cette décision est critiquée par le secrétaire général du Parti démocrate, qui juge que « c'est une erreur ».
En octobre 2019, lors des élections régionales en Ombrie, le Parti démocrate qui s'était allié au Mouvement 5 Étoiles perd la région qui était traditionnellement acquise à la gauche et n'obtient que 22 % des suffrages dans une région du centre où il était historiquement fort (36 % des voix en 2015).
Le parti ne parvient pas à freiner son déclin et perd 5 présidences de régions au cours des élections régionales de 2019.
Aux élections générales italiennes de 2022, la défaite de la gauche italienne aux élections est expliquée comme étant largement due à une succession de fautes politiques commises par Enrico Letta, la faute résidant notamment dans l'éloignement toujours plus profond du Parti démocrate des classes populaires, mais également dans une tendance à être perçu comme le parti de l'« establishment », toujours prêt à s’engouffrer dans les coalitions gouvernementales.

### Fin de l'ère Letta et élection d'Elly Schlein, un tournant à gauche?
Après l'annonce de la démission d'Enrico Letta à la suite du mauvais résultat des Élections générales italiennes de 2022, Elly Schlein, issue de l'aile gauche du parti, remporte la primaire ouverte pour l'élection du secrétaire, le 27 février 2023, face au président de l'Émilie-Romagne, tenant de l'aile droite, Stefano Bonaccini, avec 53,75 % des suffrages contre 46,25 % pour son adversaire. Première femme à ce poste, elle souhaite « révolutionner le Parti démocrate, dans le respect de la pluralité ». Elle entend notamment mettre l'accent sur la lutte contre les inégalités sociales et de genre, combattre le travail précaire avec l'introduction d'un salaire minimum, protéger le secteur de la santé publique et affronter le défi du changement climatique. Elle se dit favorable à une alliance entre le PD et le Mouvement 5 étoiles (M5S). Ce résultat constitue une surprise pour de nombreux observateurs mais confirme le tournant à gauche des parti sociaux-démocrates européens.

## Idéologie
Le Parti démocrate est influencé par les idées de la social-démocratie, du social-libéralisme, de la gauche chrétienne et de la démocratie chrétienne. Le logo du parti, qui reprend les couleurs du drapeau national, est interprété par le parti de la manière suivante : le vert symbolise les laïcs et les écologistes, le blanc la démocratie-chrétienne et le catholicisme, le rouge le monde du travail.
Le politologue Gaël Brustier observe que le PD, bien qu'indirectement issu de la Démocratie chrétienne et du Parti communiste italien, n'a que peu à voir en ce qui concerne le programme politique avec le compromis historique des années 1970 entre ces deux partis. Le PD ne se démarque pas du « consensus libéral » qui régente la vie politique italienne depuis les années 1990 et s'inspire des orientations contenues dans le traité de Maastricht.
Le parti n'appartient pas à l'Internationale socialiste, bien qu'il ait constitué en 2009 un groupe au Parlement européen avec le Parti socialiste européen : l'Alliance progressiste des socialistes et démocrates au Parlement européen. En revanche, il a appartenu brièvement à l'Alliance mondiale des démocrates aux côtés du Mouvement démocrate français. Il a refusé au départ d'adhérer au Parti socialiste européen, mais n'a pas adhéré pour autant au Parti démocrate européen créé par François Bayrou et par Francesco Rutelli, élu en 2008 sous l'étiquette du Parti démocrate.
Son orientation idéologique est donc multiforme. Le parti, né de la fusion de plusieurs anciens partis, est traversé par des courants issus de l'ancienne Démocratie chrétienne et par des courants issus de l'ancien Parti communiste italien. Cette formation résulte donc à la fois de l'éclatement du système politique italien de l'Après-guerre et de la fusion d'éléments issus des deux principaux partis qui s'opposaient radicalement à cette époque sur une ligne de fracture gauche/droite. Le Parti démocrate représente même l'un des principaux courants de la démocratie chrétienne européenne, avec ceux qui subsistent dans le Benelux.
Le Parti démocrate est au centre de la plupart des coalitions gouvernementales de 2011 à 2022. Il accompagne durant cette période des politiques d’austérité dites « d’assainissement » des comptes publics et de libéralisation du marché du travail.

### Positionnement européen
Le positionnement européen est l'une des principales questions concernant le Parti démocrate ; en effet, les Démocrates de gauche (DS) sont affiliés au PSE tandis que la Margherita est membre fondateur du PDE. Les diessini Valdo Spini et Gavino Angius, qui ne font pourtant pas partie des courants de gauche de DS, ont plusieurs fois exprimé leurs perplexités au sujet de la fondation du Parti démocrate, précisément parce que cela pourrait les conduire à ne plus siéger au PSE.
Dans cette perspective, le PSE a modifié ses statuts lors de son dernier congrès, en se redéfinissant comme une force politique ouverte à tous les partis européens « d'inspiration socialiste, progressiste et démocrate », de façon à permettre la possibilité d'un élargissement du parti aux mouvements progressistes qui ne proviennent pas nécessairement du champ historique des gauches européennes. Cette tentative d'amener la Marguerite dans le giron socialiste n'a cependant pas trouvé un écho favorable au sein du parti de centre gauche, qui continue de refuser de rejoindre le PSE.
Le 1er décembre 2008, le Parti démocrate italien a annoncé sa décision de ne pas rejoindre le PSE. Selon la déclaration de Walter Veltroni, le PD « restera une force autonome, mais pas isolée, et cherchera une relation de coopération, d'échange et d'intérêt mutuel avec le parti socialiste européen, et avec toutes les forces démocratiques et progressistes ». Il a justifié cette décision par la nature non socialiste de son nouveau parti : « Nous sommes une force démocratique qui ne peut pas être rattachée à la tradition socialiste, mais nous estimons qu'il y a, dans de nombreux pays européens, d'autres forces démocratiques et progressistes qui font partie du PSE, et nous devons avoir avec ces forces une relation et un dialogue ». Le Parti démocrate s'est en revanche prononcé pour la création d'un groupe d'union entre socialistes et démocrates, afin d'unir toutes les forces progressistes en Europe.
Ce groupe est créé le 23 juin 2009, sous le nom d'Alliance progressiste des socialistes et démocrates au Parlement européen et comprenant les partis membres du PSE et le PD italien.
En février 2014, à la suite de l'élection de Matteo Renzi, le parti adhère au PSE.

### Laïcité
Sur les questions religieuses, de profondes divergences continuent de subsister entre les diessini et les membres de la Marguerite. Ces clivages font régulièrement surface, par exemple à l'occasion des débats sur la loi DiCo, les diessini y étant favorables tandis qu'une partie des membres de la Marguerite y restent réticents. Les mêmes clivages existent en général sur les questions relevant de la laïcité ou de l'avortement, la branche démocrate-chrétienne du parti ayant été historiquement l'interlocutrice privilégiée de la Papauté.

## Dirigeants

### Secrétaire
| Rang                               | Rang                               | Photo                              | Nom (naissance - décès)            | Début du mandat  | Fin du mandat    | Élection |
| ---------------------------------- | ---------------------------------- | ---------------------------------- | ---------------------------------- | ---------------- | ---------------- | -------- |
|                                    | 1er                                |                                    | Walter Veltroni (1955-)            | 14 octobre 2007  | 21 février 2009  | 2007     |
|                                    | 2e                                 |                                    | Dario Franceschini (1958-)         | 21 février 2009  | 7 novembre 2009  | Aucune   |
|                                    | 3e                                 |                                    | Pier Luigi Bersani (1951-)         | 7 novembre 2009  | 20 avril 2013    | 2009     |
|                                    | 4e                                 |                                    | Guglielmo Epifani (1950-)          | 11 mai 2013      | 15 décembre 2013 | Aucune   |
|                                    | 5e                                 |                                    | Matteo Renzi (1975-)               | 15 décembre 2013 | 19 février 2017  | 2013     |
| Intérim du président Matteo Orfini | Intérim du président Matteo Orfini | Intérim du président Matteo Orfini | Intérim du président Matteo Orfini | 19 février 2017  | 7 mai 2017       |          |
|                                    | (5e)                               |                                    | Matteo Renzi (1975-)               | 7 mai 2017       | 12 mars 2018     | 2017     |
|                                    | 6e                                 |                                    | Maurizio Martina (1978-)           | 12 mars 2018     | 7 juillet 2018   | Intérim  |
| 7 juillet 2018                     | 6e                                 | 17 novembre 2018                   | Maurizio Martina (1978-)           | Aucune           |                  |          |
| Vacant                             | Vacant                             | Vacant                             | Vacant                             | 17 novembre 2018 | 17 mars 2019     |          |
|                                    | 7e                                 |                                    | Nicola Zingaretti (1965-)          | 17 mars 2019     | 14 mars 2021     | 2019     |
|                                    | 8e                                 |                                    | Enrico Letta (1966-)               | 14 mars 2021     | 12 mars 2023     | Aucune   |
|                                    | 9e                                 |                                    | Elly Schlein (1985-)               | 12 mars 2023     | en fonction      | 2023     |

### Vice-secrétaire
| Rang   | Rang   | Photo                       | Nom (naissance - décès)    | Début du mandat | Fin du mandat    | Secrétaire   |
| ------ | ------ | --------------------------- | -------------------------- | --------------- | ---------------- | ------------ |
|        | 1er    |                             | Dario Franceschini (1958-) | 14 octobre 2007 | 21 février 2009  | Veltroni     |
| Vacant | Vacant | Vacant                      | Vacant                     | 21 février 2009 | 7 novembre 2009  | Franceschini |
|        | 2e     |                             | Enrico Letta (1966-)       | 7 novembre 2009 | 20 avril 2013    | Bersani      |
| Vacant | Vacant | Vacant                      | Vacant                     | 20 avril 2013   | 28 mars 2014     | Epifani      |
|        | 3e     |                             | Lorenzo Guerini (1966-)    | 28 mars 2014    | 7 mai 2017       | Renzi        |
|        | 3e     | Debora Serracchiani (1970-) |                            | 28 mars 2014    | 7 mai 2017       | Renzi        |
|        | 4e     |                             | Maurizio Martina (1978-)   | 7 mai 2017      | 12 mars 2018     | Renzi        |
| Vacant | Vacant | Vacant                      | Vacant                     | 12 mars 2018    | 17 avril 2019    | Martina      |
|        | 5e     |                             | Paola De Micheli (1973-)   | 17 avril 2019   | 5 septembre 2019 | Zingaretti   |
|        | 5e     | Andrea Orlando (1969-)      | 5 septembre 2019           | 17 mars 2021    |                  | Zingaretti   |
|        | 6e     |                             | Irene Tinagli (1974-)      | 17 mars 2021    | 12 mars 2023     | Letta        |
|        | 6e     | Giuseppe Provenzano (1982-) |                            | 17 mars 2021    | 12 mars 2023     | Letta        |
| Vacant | Vacant | Vacant                      | Vacant                     | 12 mars 2023    | en fonction      | Schlein      |

### Président
| Rang   | Rang   | Photo  | Nom (naissance - décès)   | Début du mandat  | Fin du mandat    |
| ------ | ------ | ------ | ------------------------- | ---------------- | ---------------- |
|        | 1er    |        | Romano Prodi (1939-)      | 14 octobre 2007  | 16 avril 2008    |
| Vacant | Vacant | Vacant | Vacant                    | 17 avril 2008    | 7 novembre 2009  |
|        | 2e     |        | Rosy Bindi (1951-)        | 7 novembre 2009  | 19 avril 2013    |
| Vacant | Vacant | Vacant | Vacant                    | 19 avril 2013    | 15 décembre 2013 |
|        | 3e     |        | Gianni Cuperlo (1961-)    | 15 décembre 2013 | 21 janvier 2014  |
| Vacant | Vacant | Vacant | Vacant                    | 21 janvier 2014  | 14 juin 2014     |
|        | 4e     |        | Matteo Orfini (1974-)     | 14 juin 2014     | 17 mars 2019     |
|        | 5e     |        | Paolo Gentiloni (1954-)   | 17 mars 2019     | 22 février 2020  |
|        | 6e     |        | Valentina Cuppi (1983-)   | 22 février 2020  | 12 mars 2023     |
|        | 7e     |        | Stefano Bonaccini (1967-) | 12 mars 2023     | En fonction      |

### Vice-président
| Rang | Rang | Photo                       | Nom (naissance - décès)     | Début du mandat  | Fin du mandat    | Président       |
| ---- | ---- | --------------------------- | --------------------------- | ---------------- | ---------------- | --------------- |
|      | 1re  |                             | Ivan Scalfarotto (1965-)    | 7 novembre 2009  | 15 décembre 2013 | Bindi           |
|      | 1re  | Marina Sereni (1960-)       |                             | 7 novembre 2009  | 15 décembre 2013 | Bindi           |
|      | 2e   |                             | Matteo Ricci (1974-)        | 15 décembre 2013 | 7 mai 2017       | Cuperlo Orfini  |
|      | 2e   | Sandra Zampa (1956-)        |                             | 15 décembre 2013 | 7 mai 2017       | Cuperlo Orfini  |
|      | 3e   |                             | Barbara Pollastrini (1947-) | 7 mai 2017       | 17 mars 2019     | Orfini          |
|      | 3e   | Domenico De Santis (1982-)  |                             | 7 mai 2017       | 17 mars 2019     | Orfini          |
|      | 4e   |                             | Anna Ascani (1987-)         | 17 mars 2019     | 12 mars 2023     | Gentiloni Cuppi |
|      | 4e   | Debora Serracchiani (1970-) |                             | 17 mars 2019     | 12 mars 2023     | Gentiloni Cuppi |
|      | 5e   |                             | Chiara Gribaudo (1981-)     | 12 mars 2023     | En fonction      | Bonaccini       |
|      | 5e   | Loredana Capone (1964-)     |                             | 12 mars 2023     | En fonction      | Bonaccini       |

### Coordinateur
| Rang | Rang | Photo | Nom (naissance - décès)      | Début du mandat   | Fin du mandat     | Secrétaire       |
| ---- | ---- | ----- | ---------------------------- | ----------------- | ----------------- | ---------------- |
|      | 1er  |       | Goffredo Bettini (1952-)     | 14 octobre 2007   | 17 février 2009   | Veltroni         |
|      | 2e   |       | Maurizio Migliavacca (1951-) | 7 novembre 2009   | 15 décembre 2013  | Bersani          |
|      | 3e   |       | Luca Lotti (1982-)           | 15 décembre 2013  | 18 septembre 2014 | Renzi            |
|      | 4e   |       | Lorenzo Guerini (1966-)      | 18 septembre 2014 | 14 juillet 2018   | Renzi Martina    |
|      | 5e   |       | Matteo Mauri (1970-)         | 14 juillet 2018   | 17 novembre 2018  | Martina          |
|      | 6e   |       | Andrea Martella (1968-)      | 15 juin 2019      | En fonction       | Zingaretti Letta |

## Résultats électoraux

### Élections générales
| Année | Chambre des députés | Chambre des députés | Sénat | Sénat     | Rang | Gouvernement                 |
| Année | %                   | Mandats             | %     | Mandats   | Rang | Gouvernement                 |
| ----- | ------------------- | ------------------- | ----- | --------- | ---- | ---------------------------- |
| 2008  | 33,2                | 217 / 630           | 33,7  | 119 / 314 | 2e   | Opposition                   |
| 2013  | 25,43               | 297 / 630           | 27,44 | 105 / 314 | 1er  | Letta, Renzi, Gentiloni      |
| 2018  | 18,72               | 111 / 630           | 19,12 | 53 / 314  | 2e   | Opposition, Conte II, Draghi |
| 2022  | 19,07               | 69 / 400            | 18,96 | 40 / 200  | 2e   | Opposition                   |

### Élections européennes
| Année | Voix       | %    | Sièges  | Rang |
| ----- | ---------- | ---- | ------- | ---- |
| 2009  | 7 999 476  | 26,1 | 22 / 73 | 2e   |
| 2014  | 11 172 861 | 40,8 | 31 / 73 | 1er  |
| 2019  | 6 089 017  | 22,7 | 19 / 76 | 2e   |
| 2024  | 5 638 130  | 24,1 | 21 / 76 | 2e   |

### Élections régionales
| Région                  | Année | %     | Sièges  | Gouvernement |
| ----------------------- | ----- | ----- | ------- | ------------ |
| Abruzzes                | 2024  | 20,29 | 6 / 31  | Opposition   |
| Vallée d'Aoste          | 2020  | 15,25 | 7 / 35  | En coalition |
| Basilicate              | 2024  | 13,87 | 2 / 21  | Opposition   |
| Calabre                 | 2021  | 13,18 | 6 / 31  | Opposition   |
| Campanie                | 2020  | 16,90 | 9 / 51  | En coalition |
| Émilie-Romagne          | 2024  | 42,94 | 27 / 50 | En coalition |
| Frioul-Vénétie Julienne | 2023  | 16,50 | 10 / 49 | Opposition   |
| Latium                  | 2023  | 20,26 | 10 / 51 | Opposition   |
| Ligurie                 | 2024  | 28,47 | 8 / 31  | Opposition   |
| Lombardie               | 2024  | 21,82 | 17 / 80 | Opposition   |
| Marches                 | 2020  | 25,11 | 8 / 31  | Opposition   |
| Molise                  | 2023  | 12,04 | 3 / 21  | Opposition   |
| Ombrie                  | 2024  | 30,23 | 9 / 21  | En coalition |
| Piémont                 | 2024  | 23,93 | 12 / 51 | Opposition   |
| Pouilles                | 2020  | 17,25 | 17 / 51 | En coalition |
| Sardaigne               | 2024  | 13,80 | 13 / 60 | En coalition |
| Sicile*                 | 2022  | 12,77 | 11 / 70 | Opposition   |
| Toscane                 | 2020  | 34,71 | 23 / 41 | En coalition |
| Trentin-Haut-Adige      | 2023  | 16,64 | 7 / 35  | Opposition   |
| Trentin-Haut-Adige      | 2023  | 3,45  | 1 / 35  | Opposition   |
| Vénétie                 | 2020  | 11,92 | 7 / 51  | Opposition   |